# Jammu–Baramulla line
Le Jammu–Baramulla railway line est une ligne de chemin de fer en cours de construction en Inde pour relier l'État du Jammu-et-Cachemire avec le reste du pays. La ligne se greffant au reste du réseau ferré indien à Jammu, et prenant terminus à Baramulla. Une extension jusqu'à Kupwara a été approuvé par le gouvernement central en 2018.
Le projet est complet dans sa phase en Vallée du Cachemire depuis 2009, et actuellement en état d'avancement dans la région de Jammu, où les travaux sont en cours entre Katra et Banihal. Le 4 janvier 2025, un trajet d'essai réussi est réalisé sur le tronçon entre Katra et Banihal, passant notamment par le Pont du Chenab (en). La ligne dans sa totalité (extensions exclues) devrait être mise en circulation prochainement.

## Histoire
La principauté du Jammu-et-Cachemire ne disposa d'une ligne de chemin de fer qu'à partir de 1890, entre Sialkot (Province du Penjab britannique) et Jammu, la capitale d'hiver de l'état. Court embranchement de 43 km sur la ligne entre Wazirabad et Sialkot, il a été construit entre 1888 et 1890 sous l'initiative du Maharaja Ranbir Singh, qui en finança la construction, mais dont l'exploitation sera assuré par le North Western State Railway (Raj britannique),. La principale gare desservie était celle de Jammu. Mais l'indépendance du Pakistan en 1947 puis l'intégration de la principauté à l'état indien la même année, entraînent la fermeture définitive de la ligne. 
L'ex-royaume du Cachemire se retrouve ainsi sans accès ferroviaire jusqu'en 1971, lorsqu'une nouvelle ligne ferroviaire est mise en opération entre Jammu et Jalandhar, via Pathankot. Cette ligne qui prend terminus dans la nouvelle gare de Jammu-Tawi, renforcera l'abandon de l'ancienne ligne et de la gare historique de la ville, Jammu-Bikram Chowk, pour laquelle était annoncée en 2021 une restauration en tant que bâtiment à valeur patrimoniale. L'ancienne gare de Jammu-Bikram Chowk sera néanmoins détruite par les autorités peu après.

## Galerie

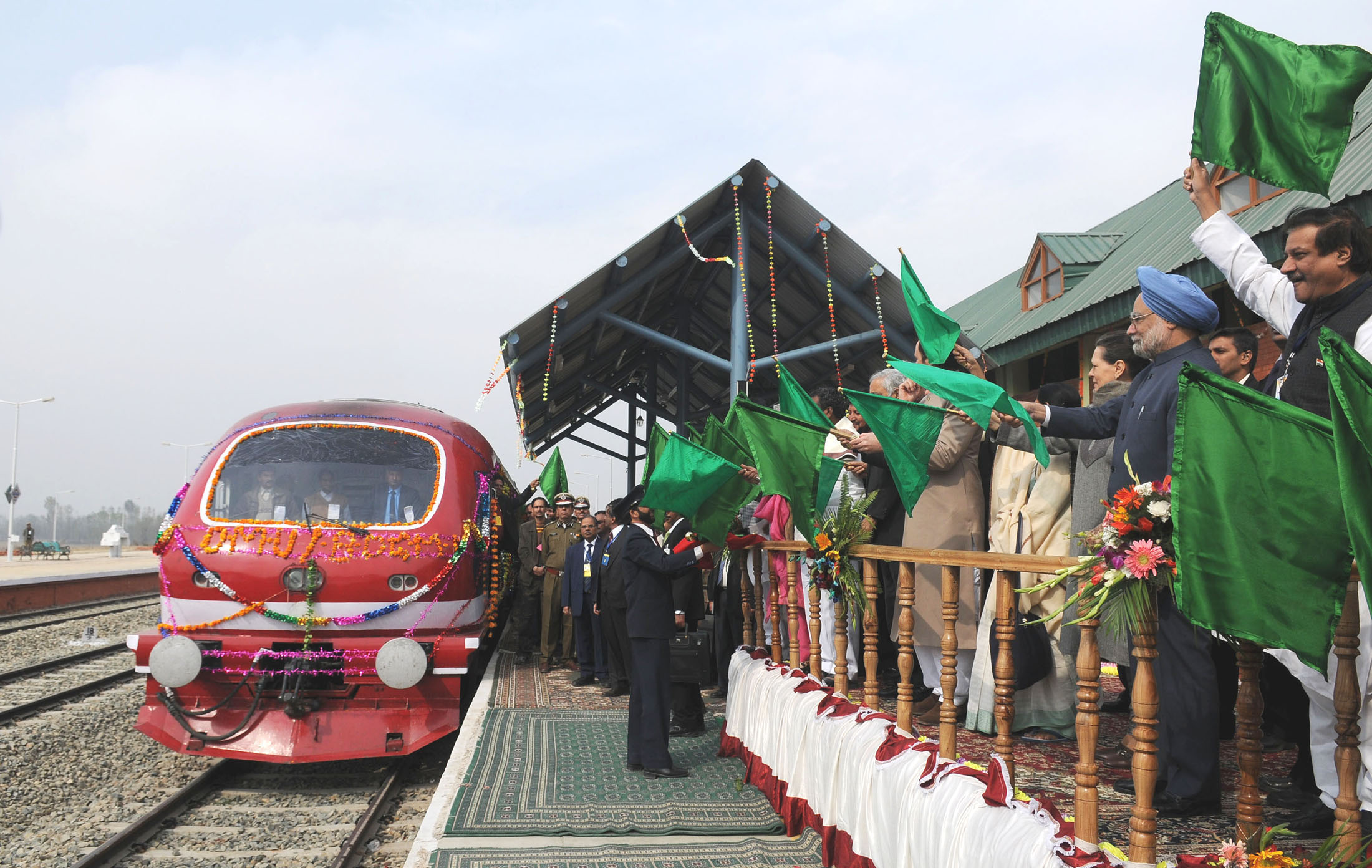
Le premier ministre Manmohan Singh inaugurant la mise en circulation de la ligne le 28 octobre 2009. Depuis la gare d'Anantnag.
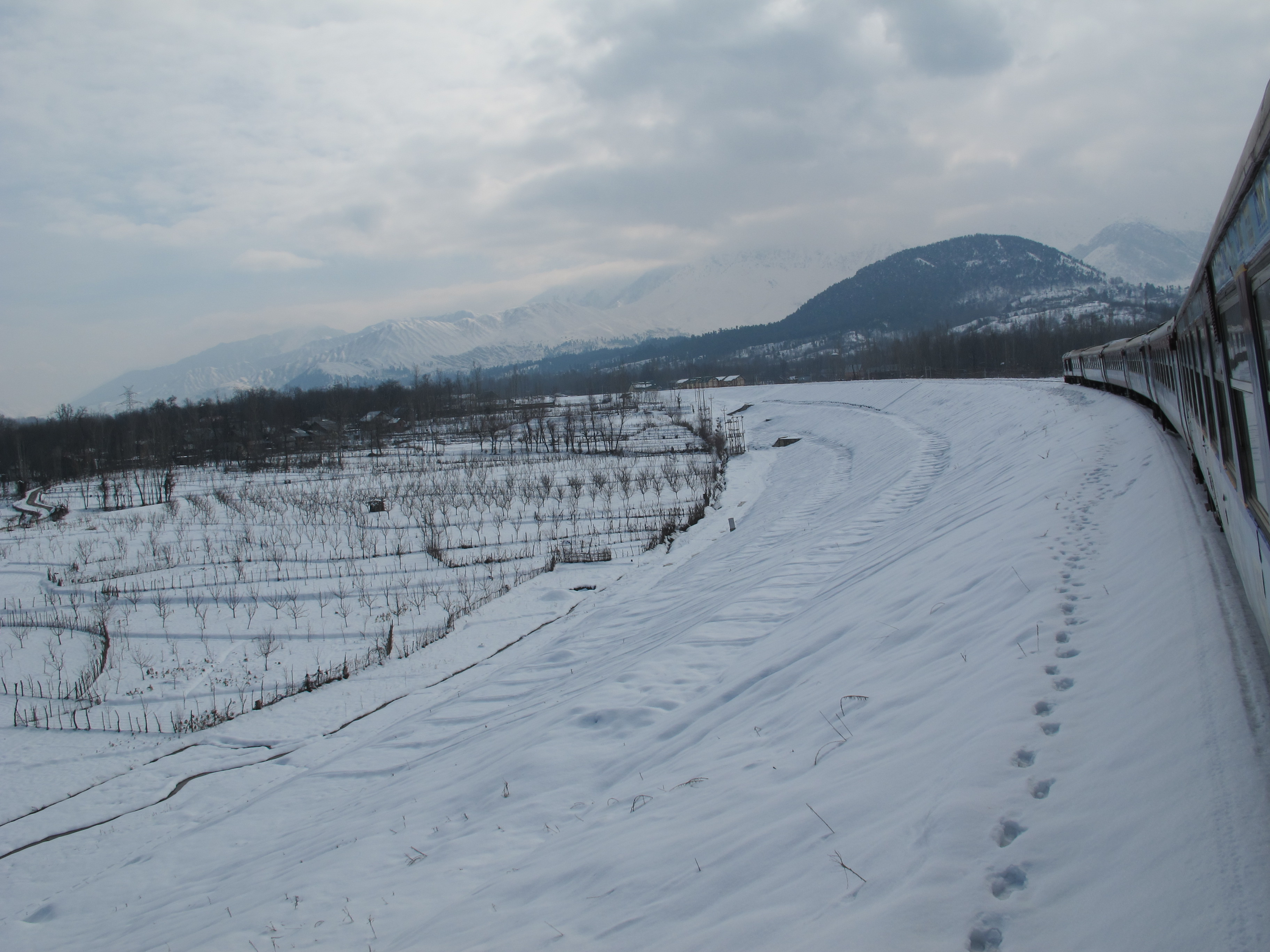
Un train de la ligne Baramula-Banihal, en circulation dans des conditions hivernales. Près de Qazigund, le 16 janvier 2013
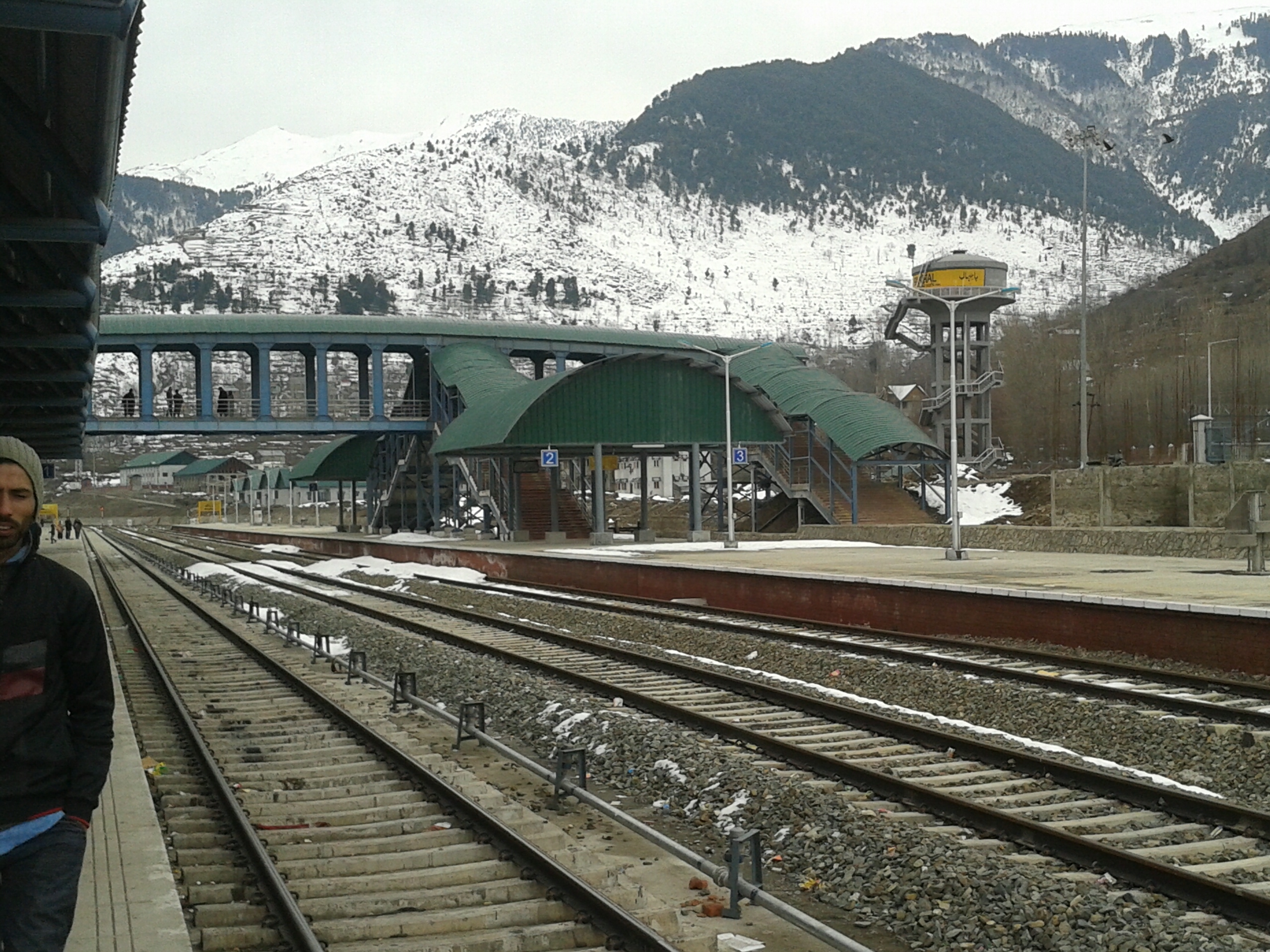
Quais de la gare de Banihal, une des deux stations situées entre le tunnel ferroviaire des Pir Panjal (en), désenclavant la vallée.
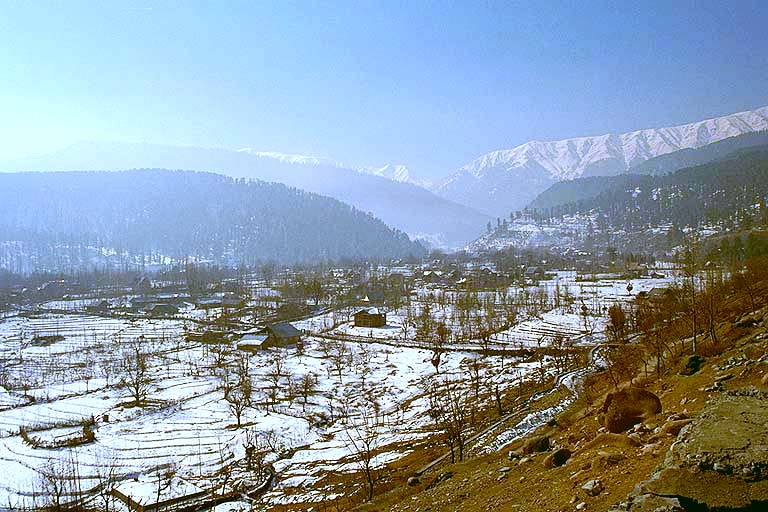
Vue de la chaîne Pir Panjal que traverse le Jammu–Baramulla line.
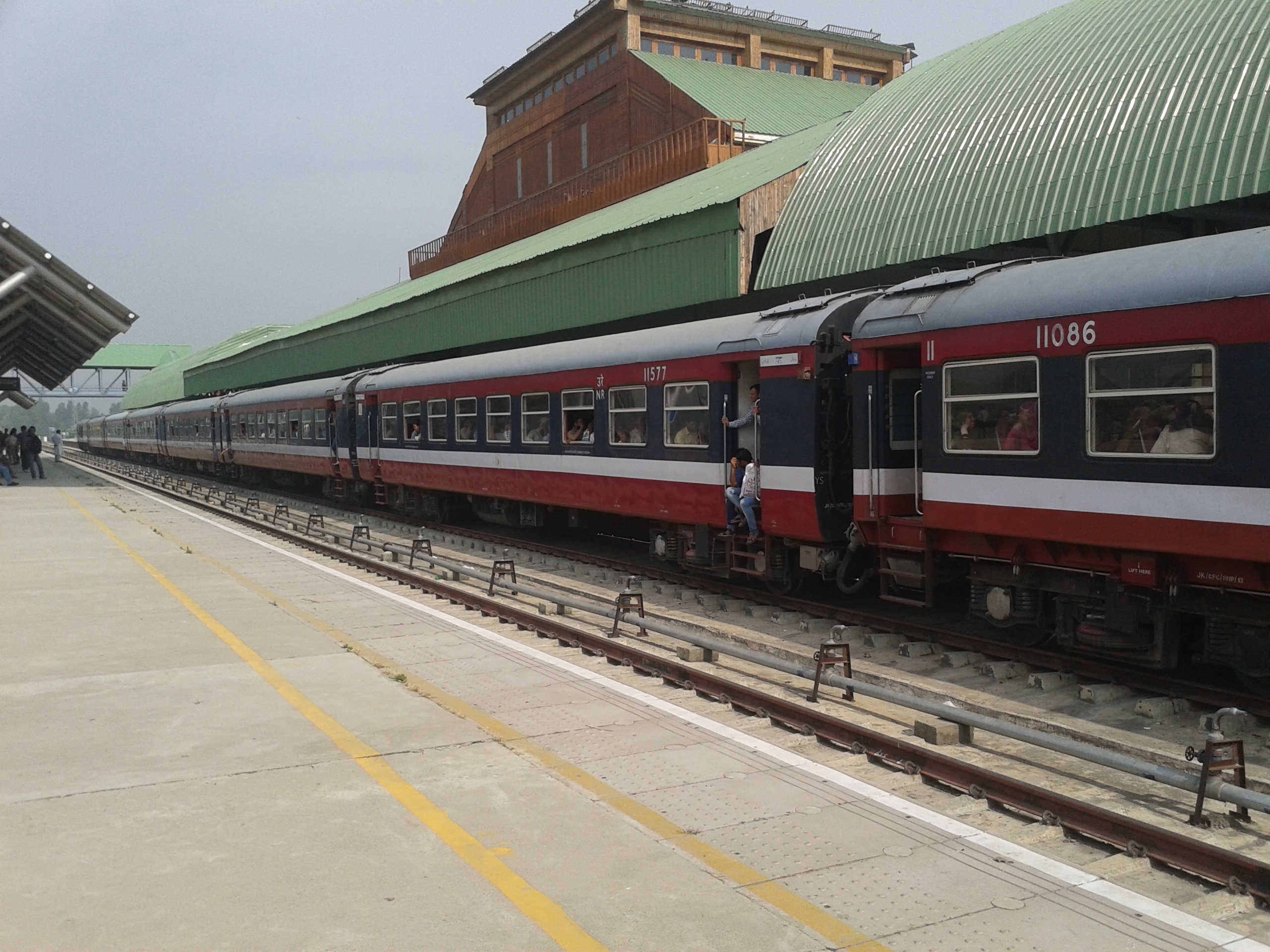
Un train en stationnement à la gare de Srinagar. En 2014, seule la ligne de train Baramula-Banihal dessert le secteur.
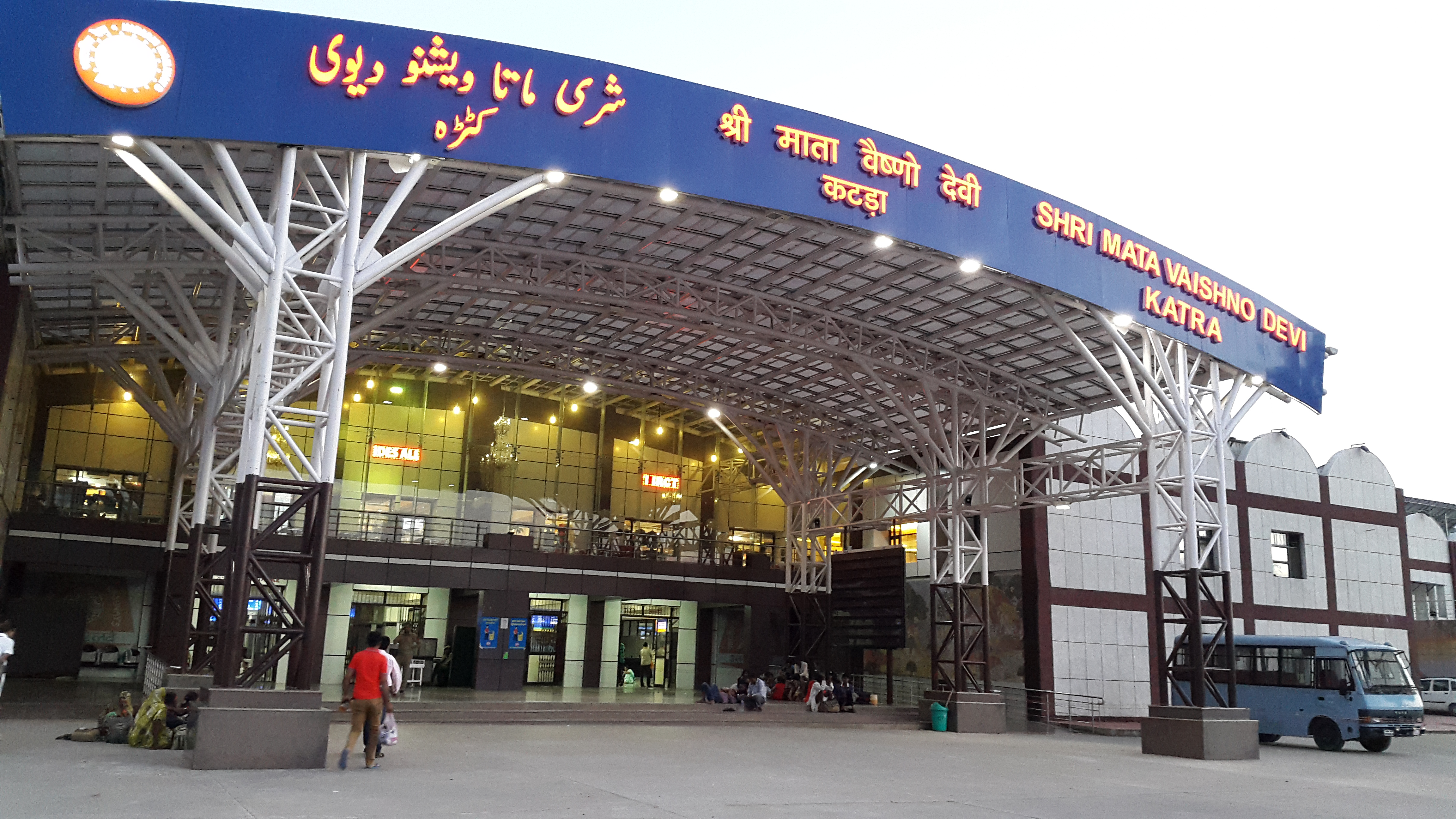
Entrée de la gare de Katra, baptisée Shri Mata Vaishno Devi Katra Railway Station, qui dessert le site de Vaishno Devi.
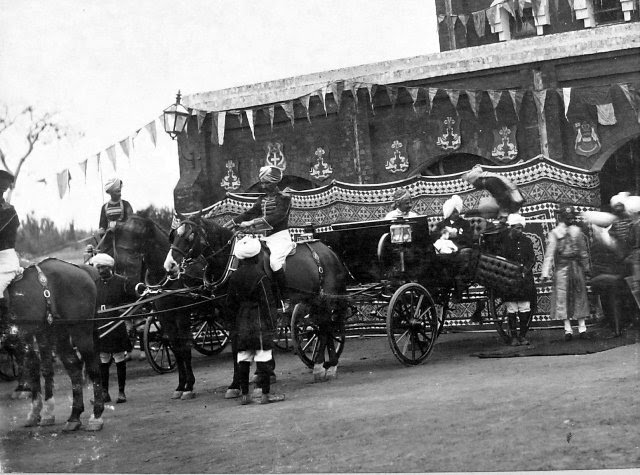
Un cortège royal devant l'ancienne gare de Jammu, dite Jammu-Bikram Chowk, aujourd'hui détruite.
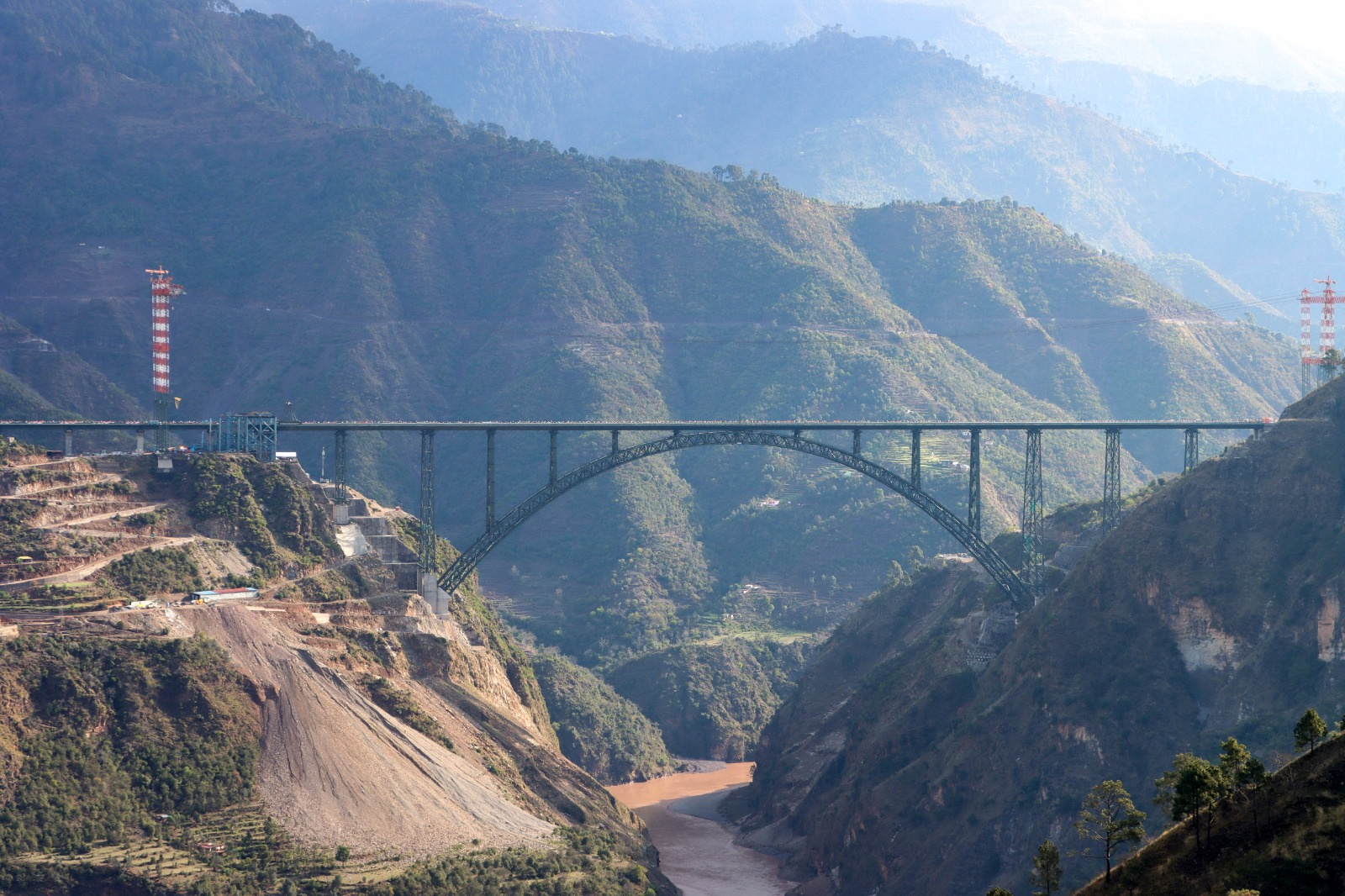
Vue sur le Pont du Chenab, enjambant la rivière du même nom. Il s'agit actuellement du plus haut pont ferroviaire au monde.
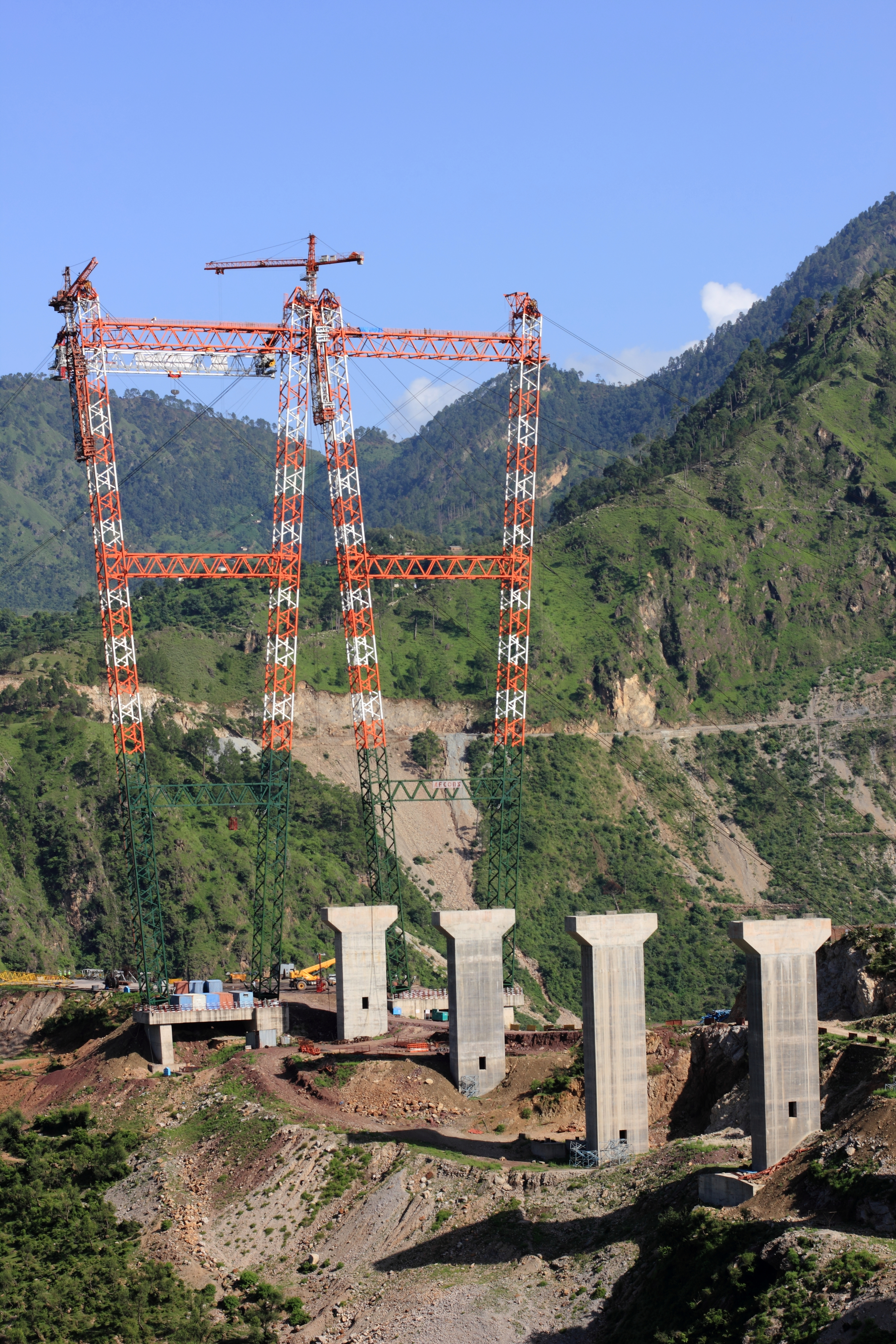
Le pont en chantier, le 10 juillet 2013.